# موزه تنوع زیستی (اراک)
موزه تنوع زیستی (موزه حیات وحش) یکی از موزه‌های شهر اراک است که در اداره کل حفاظت از محیط زیست استان مرکزی قرار دارد. این موزه در زمینی به مساحت ۲۴۵ مترمربع و در سه طبقه و در سال ۱۳۸۷ تأسیس شد. این موزه در میان موزه‌های تنوع زیستی مراکز استان‌های کشور رتبه اول را داراست.

## بخش‌های داخلی
- سالن ۱:در این سالن که در طبقه همکف موزه قرار گرفته‌است انواع پستانداران و پرندگان تاکسیدرمی شده وجود دارد. همچنین در این بخش دو ویترین به صورت دیوارما وجود دارد که نمایش دهنده زیستگاه‌های برجسته استان مرکزی شامل کویر میقان و سد پانزده خرداد دلیجان است. رد قسمتی از این بخش نیز کلکسیونی از دوران‌های حیات بر روی کره زمین مرکب از سنگواره‌ها، فسیل‌ها و دایناسورها (به صورت شماتیک) به نمایش درآمده‌است.
- سالن ۲:این سالن در طبقه میانی موزه قرار گرفته که در آن دیوارمای منطقه هفتاد قله شامل دره چکاب و دره سیبک است.
- سالن ۳:این قسمت که در طبقه فوقانی موزه قرار دارد شامل دیوارماهای گوناگون از زیستگاه‌های استان مرکزی، شامل مناطق لته‌در،شرا و ویترین‌هایی از حشرات و پرندگان، انواع خزندگان و دوزیستان، موجودات دریایی و نرم تنان می‌باشد.[۳]

## گنجینه موزه
این موزه شامل ۱۳۰۴ گونه از جانوران شامل مهره داران و بی مهرگان است. همچنین نمونه‌هایی از غاز پیشانی سفید کوچک و شاه باز که در فهرست گونه‌های آسیب پذیر قرار دارند در این موزه وجود دارد. نمونه‌ای از خروس کولی سینه سیاه که جز پرندگان اتفاقی ایران است نیز در موزه نگهداری می‌شود.